# Mauritiusrall
Mauritiusrall (Dryolimnas chekei) är en utdöd art i familjen rallar som förekom på ön Mauritius i Indiska oceanen. Ursprungligen antogs den vara en isolerad population av Dryolimnas cuvieri cuvieri som är en sällsynt besökare på Mauritius. Omanalys av fossila lämningar visar dock att den utgör ett distinkt taxon och beskrevs som ny art 2019. Mauritiusrallen kan vara den "lilla rallen" som hänvisas till i reseskildringar av holländska upptäcktsresande, i kontrast till "stora rallen" som tros vara den likaledes utdöda rödrallen.